# Stade Roger-Serzian
Le stade Roger-Serzian est un stade de football et d'athlétisme situé à Belfort. Il a été inauguré le 6 mai 1990.

## Histoire
À la suite d’un protocole d'échange de terrains avec l'armée en 1984, le stade est construit par la municipalité entre 1985 et 1990. Il est inauguré le 6 mai 1990 et nommé en hommage à un élu belfortain Roger Serzian (1930-1987). Ce dernier, à l'origine de la création du stade, a été conseiller municipal à partir de 1977 puis adjoint aux sports en 1983 avant de présider l'Office municipal des sports (OMS).
Le complexe sportif est composé des équipements suivants : un terrain de football en pelouse naturelle, un terrain stabilisé, un skatepark et une piste d'athlétisme. Le gymnase comprend deux salles permettant de pratiquer volley-ball, badminton, escalade, Gymnastique rythmique et d'entretien. Le complexe possède également des salles de musculation et un centre médico-sportif.
Avec l'accession de l'ASMB en Championnat de National (3e division), des travaux sont réalisés durant l'été 2015. Le club y reste deux saisons avant de redescendre à l'échelon inférieur. En 2022, le maire Damien Meslot annonce l'agrandissement du skatepark existant et la réunification du stade Étienne-Mattler (rue Jean-Jaurès) sur le site de Serzian d'ici la fin de son mandat.